# Jim Richards
Jim Richards, född den 2 september 1947 i Nya Zeeland, är en före detta nyzeeländsk racerförare. Han är far till racerföraren Steven Richards.

## Racingkarriär
Richards startade i ATCC 1984, då han som trettiosjuåring började tävla i en professionell, då han tidigare kört amatörmästerskap, där han dock hade vunnit Bathurst 1000 flera gånger. 1985 blev Richards mästare i serien, vilket han även blev 1987, 1990 och 1991. Han blev även trea 1986 och fyra 1988 under perioden. 1992 blev Richards tvåa i serien, innan hans karriär därefter dalade. Han vann Bathurst en sista gång 1998 med Rickard Rydell, innan han satsade på Australiska Porsche Carrera Cup, där han 2003 blev den äldste föraren att vinna en australisk racingserie, 56 år gammal. Han körde Bathurst en allra sista gång 2006, innan han slutade, 59 år gammal, som en av Nya Zeelands mest kända racerförare någonsin.